# حملة الشلف (1679)
حملة الشلف هي عملية عسكرية قام بها إسماعيل بن الشريف ضد إيالة الجزائر تحت حكم الداي محمد باشا .

## سياق
وفي سنة 1090هـ/1679م ، زحف إسماعيل على تلمسان متخذاً طريق الصحراء. وانضمت إليه القبائل العربية البدوية (سقونة، ذوي منيع، دخيسة، حميان، العمور، أولاد جرير وكذلك بني عامر) وتقدم حتى وصل إلى جبل العمور.

## سيرورة الحملة
وصل جيش إسماعيل بن شريف إلى مكان يسمى القويعة بوادي الشلف حيث واجهوا جيشا مكونًا من مدافع ومدافع هاوتزر متمركزة على ضفاف النهر. وبمجرد حلول الليل، أُطلقت المدافع ومدافع الهاوتزر النار وفي الوقت نفسه، ضرب جيش إيالة داي الجزائر الطبول وأشعلوا المشاعل. عند سماع هذا الضجيج هربت قبائل العرب التي انضمت لإسماعيل خائفة.

## التداعيات
أرسل الداي وفدا إلى الجانب الآخر من النهر لتذكير إسماعيل بن الشريف باحترام حدود واد تافنة . قبل إسماعيل الصلح وانسحب 

## أنظر أيضا
- إيالة الجزائر
- حصار وهران (1693)